# Filialkirche St. Peter (Waldburg)

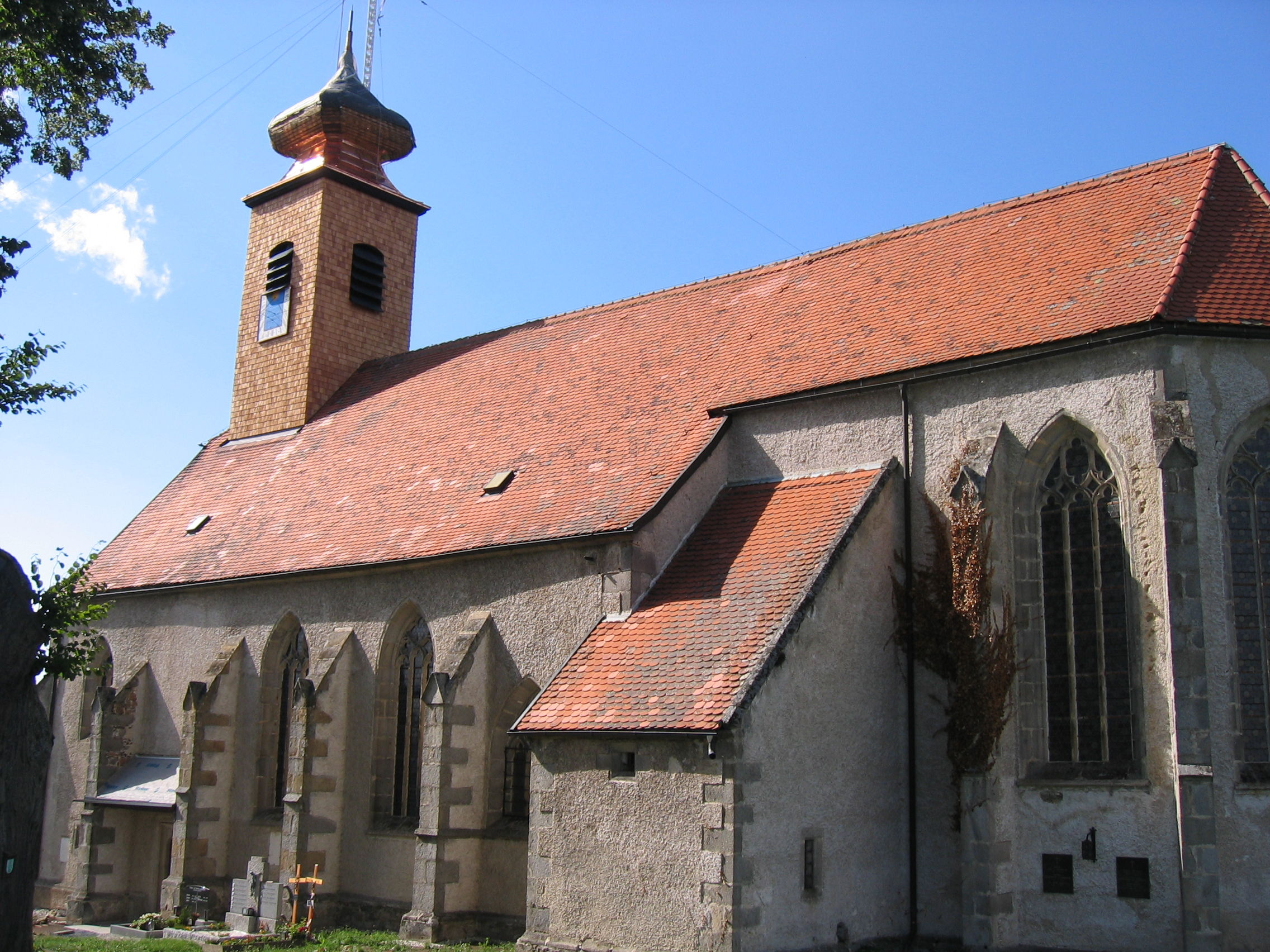
Die Kirche in Sankt Peter bei Freistadt

Die spätgotische Filialkirche St. Peter mit der Kalvarienbergkapelle liegt im Ortsteil Sankt Peter der Gemeinde Waldburg im oberösterreichischen Mühlviertel. Die denkmalgeschützte römisch-katholische Kirche steht rund drei Kilometer westlich von Freistadt auf einer Anhöhe, rund 700 m ü. A., und ist von weither gut sichtbar. Neben der Kirche befinden sich die Kalvarienbergkapelle und der örtliche Friedhof. Die Kirche und die Kapelle gehören zur Pfarre Freistadt.
Die Kirche ist den heiligen Aposteln Petrus und Paulus geweiht.

## Geschichte
Die ersten urkundlichen Erwähnungen waren 1241 und um 1270, die Kirche hatte damals bereits Pfarrrechte. Diese Pfarre wird als eine der Mutterpfarren der Stadtpfarrkirche Freistadt vermutet. Ebenso wird vermutet, dass die Kirche bereits im 12. Jahrhundert gegründet wurde und somit älter als die Stadt Freistadt ist. Damals gehörten Grund und Boden zum Stift Garsten. Dokumente, die dies beweisen, sind verloren gegangen. Die Kirche wird seit jeher als Taufkirche verwendet und im 13. Jahrhundert wurden die Toten aus Freistadt im ummauerten Friedhof um die Kirche begraben. Erst seit Mitte des 13. Jahrhunderts war der Pfarrer von Freistadt zugleich Pfarrer von St. Peter. Dennoch bildete die Kirche eine große Pfarre und umfasste Gebiete der heutigen Pfarren Freistadt, Waldburg, Rainbach und Reichenthal. St. Peter war unabhängig von Freistadt, obwohl sie im Burgfried der Stadt stand.
Der romanische Bau mit quadratischem Chor wurde in den Hussitenkriegen 1419–1434 zerstört; die Reste wurden bei Ausgrabungen 1964 wiederentdeckt. Zeitgleich mit der Liebfrauenkirche wurde diese Kirche im 15. Jahrhundert von Mathes Klayndl im spätgotischen Stil wieder aufgebaut, die genauen Erbauungsdaten sind unbekannt. Auf dem Triumphbogen steht die Jahreszahl 1467 mit zwei gekreuzten Schlüsseln. Nach dem Dreißigjährigen Krieg erhielt die Kirche im Zuge der Gegenreformation drei frühbarocke Altäre.
Bis 1785 war St. Peter eine selbstständige Pfarrkirche, dann wurde der Zuständigkeitsbereich auf die Pfarren Freistadt, Rainbach, Reichenthal und Waldburg aufgeteilt. Seitdem gehört sie zur Pfarre Freistadt. 1962/64 fand die letzte Renovierung der Kirche statt. Im Jahr 2008 wurden das Dach und die Kirchturmspitze erneuert.

## Die Kirche von außen
Die Kirche ist eine hohe, dreischiffige und fünfjochige Hallenkirche im spätgotischen Stil. Außen an Langhaus und Chor befinden sich Strebepfeiler. Das westliche Portal ist spätgotisch und gedrückt spitzbogig. Die Eingangstüre, ein Holztor, stammt aus der Zeit um 1900. Die Satteldächer sind über dem Chor abgewalmt und der kleine Turm besitzt einen renovierten Zwiebelhelm. Um die Kirche liegt der ummauerte Friedhof, der durch zwei Spitzbogentore vom Ort aus betreten werden kann.
Neben der Funktion als erster Freistädter Friedhof wurden im Ersten Weltkrieg zwischen 1914 und 1916 56 russische Gefangene des Kriegsgefangenenlagers Freistadt dort begraben. Seit jeher dient der kleine Friedhof als Begräbnisstätte der Bevölkerung von St. Peter.

## Die Kirche von innen

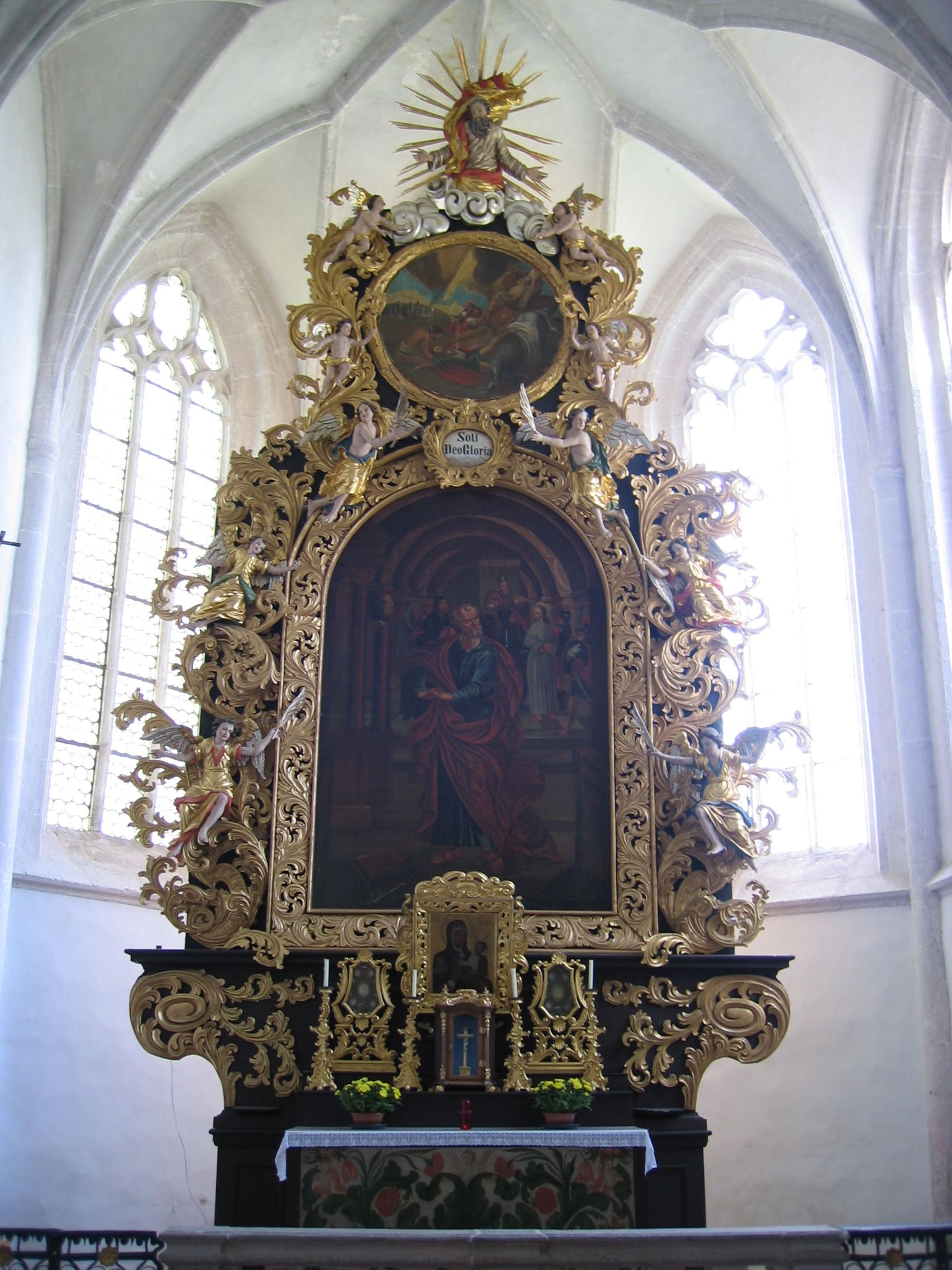
Der Hauptaltar

In der Kirche stehen drei frühbarocke Altäre aus dem 17. Jahrhundert, die von üppig wuchernden, vergoldeten Akanthusrahmen umgeben sind. Der Hauptaltar zeigt die Verleugnung Petri, die Seitenaltäre tragen Bilder der Kreuzigung und von Mariä Himmelfahrt. Die Grabsteine in der Kirche und das Taufbecken erinnern an die Romanik. Die Decke besteht aus einem Kreuzrippengewölbe.
Die Orgel stammt vom Freistädter Orgelbaumeister Franz Lorenz Richter aus dem letzten Viertel des 18. Jahrhunderts und besitzt zwölf Töne. Ein bemerkenswerter frühgotischer Grabstein aus der Zeit um 1300 und spätgotische Opferstöcke befinden sich ebenfalls in der Kirche.

## Kalvarienbergkapelle

### Geschichte

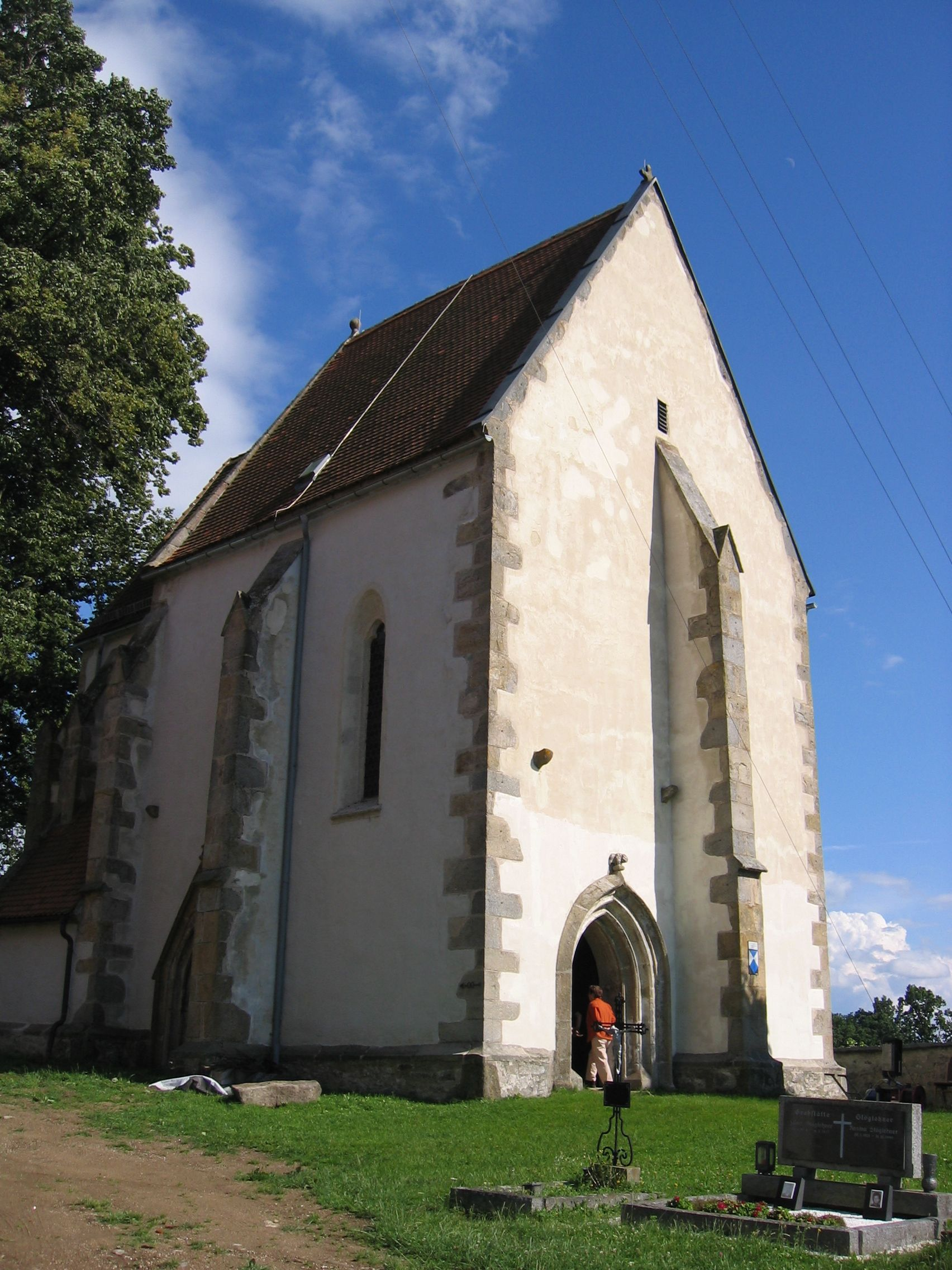
Der Eingang zur Kapelle

Die Kalvarienbergkapelle zum Hl. Kreuz, Allerheiligenkapelle oder auch Hl. Kreuz-Kapelle, wurde im Jahr 1370 vom Freistädter Hermann dem Zinespan gestiftet und steht unmittelbar neben der Kirche. Die Zinespan waren ein Stadtadelsgeschlecht, welches das Patrizierhaus in der Freistädter Innenstadt (seit 1850 Rathaus) und als Grabstätte der Familie die Allerheiligenkapelle errichtete. Nachdem das Stiftungskapital der Zinespan verbraucht war, wurde die Familiengruftkapelle zur finanziellen Belastung. Daher wurde sie unter Kaiser Joseph II. profaniert und in eine Scheune umgewandelt.
Nach einem Brand 1834 wurde die Kapelle wieder ins Bewusstsein der Bevölkerung gerufen, renoviert und geweiht. Zusätzlich wurde 1842 der Kreuzweg Freistadt–Sankt Peter mit 14 Stationen zwischen den beiden Orten errichtet, die Kapelle wurde zur 12. Station Jesus stirbt am Kreuze. Durch den Bau des Kreuzwegs erhielt die Kapelle den heutigen Namen Kalvarienbergkapelle. Die letzte Renovierung der Kapelle erfolgte 1963.

### Beschreibung
Der Hauptraum der Kapelle ist ein stilistisch einheitlicher, gotischer Zentralbau aus dem späten 14. Jahrhundert über quadratischem Grundriss. Das leicht kielbogige Westportal ist mehrfach gekehlt. Im Inneren erstreckt sich über dem oktogonalen Mittelpfeiler ein Kreuzrippengewölbe mit Rippen-Dreistrahlen im östlichen Joch. Der hohe Triumphbogen mit Birnstab führt zum eingezogenen, einjochigen Chor mit Fünfachtelschluss.
Der Hochaltar, der von Franz Xaver Schneider zwischen 1836 und 1842 geschaffen wurde, zeigt eine Kreuzigungsgruppe. Ein Gruftdeckel mit Kreuz kennzeichnet die Gruft der Zinespan, die heute nicht mehr zugänglich ist.

## Kreuzweg
Der bereits genannte Kreuzweg führt unweit vom Gelände der Brauerei Freistadt hinauf nach St. Peter. Auf diesem Wege befinden sich eine Reihe von alten Bäumen, die seit 1993 zu den oberösterreichischen Naturdenkmälern zählen (NDM 517).